# Pallone di Santa Celestina

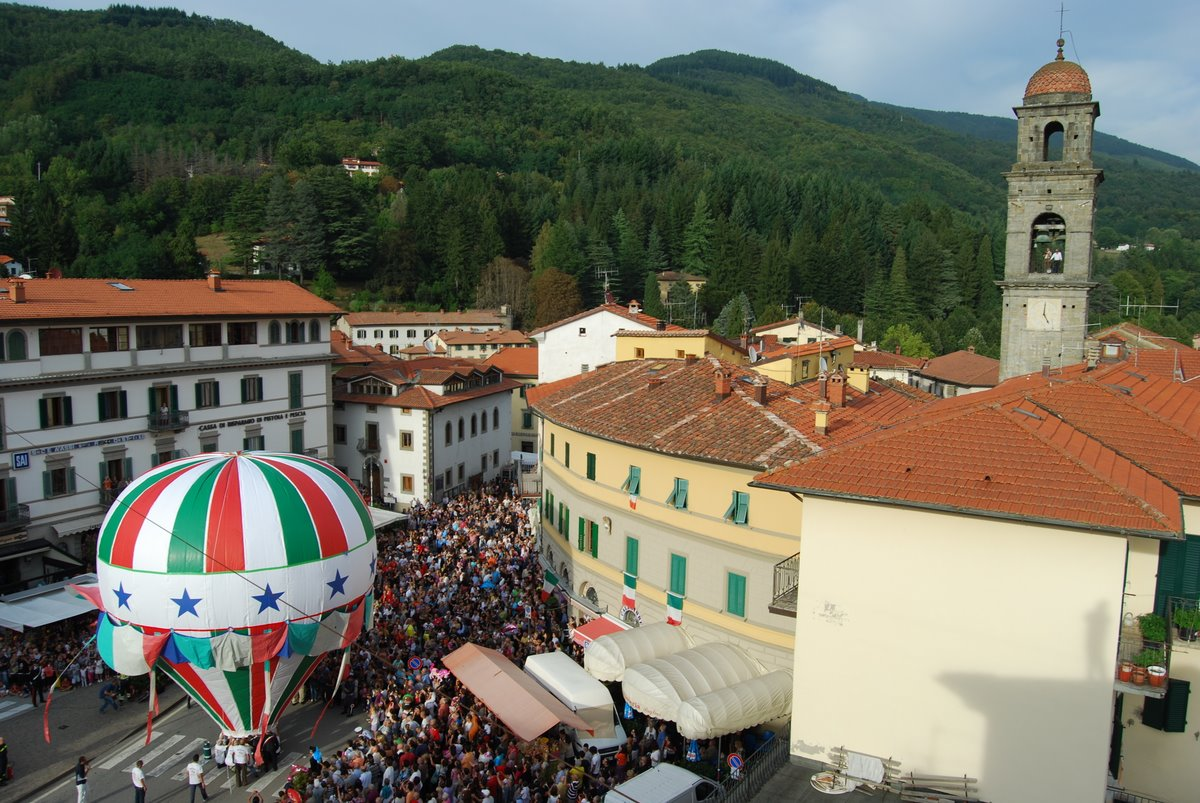
Il Pallone di Santa Celestina (2011)

Il Pallone di Santa Celestina è una mongolfiera realizzata in carta e alimentata solamente da aria calda che viene lanciata ogni anno l'8 settembre a San Marcello Pistoiese in occasione della ricorrenza di Santa Celestina, patrona della Montagna pistoiese.

## Storia
Nel 1832 i fratelli Tommaso e Bartolomeo Cini, durante un viaggio in Francia e Svizzera, hanno l'occasione di conoscere ad Annonay il figlio di Joseph Montgolfier, Elia. Contraccambiando la visita nel 1835 Elia Montgolfier dona ai Cini, proprietari della cartiera de La Lima, una formula per la produzione di carta per palloni ad aria calda e, molto probabilmente, anche alcuni disegni per la loro costruzione.
La data del lancio del primo aerostato è incerta. Con buona probabilità risale al 1838 in occasione della festa in onore della famiglia Cini premiata con la medaglia d'oro alla prima esposizione dei prodotti delle manifatture toscane, organizzata dall'Accademia dei Georgofili. Per l'occasione fu anche ripristinata la solenne processione religiosa in onore di Santa Celestina accompagnata dalla banda musicale diretta dal maestro Giovanni Rettori. I colori scelti per il Pallone furono quelli della bandiera della Guardia Civica di cui Bartolomeo Cini era comandante: bianco e turchino, mutato poi in bianco, rosso e verde disposti in orizzontale. Nella parte centrale lungo tutta la sua circonferenza il Pallone era guarnito da stelle a otto punte, simbolo della famiglia.
La costruzione avviene, sino al 1953, ad opera degli operai della cartiera Cini; la mongolfiera, tenuta sospesa da una fune, veniva poi gonfiata dietro il palazzo Cini-Cartoli, demolito nel 1960, mediante stracci imbevuti di alcol e petrolio e lanciata.
Nel 1911, a causa di una epidemia di tifo e del conseguente divieto di assembramenti, viene lanciato il cosiddetto Pallone Crumiro, di dimensioni ridotte. La prima guerra mondiale ne interrompe i lanci; gli anni del Fascismo sono caratterizzati dalla presenza del fascio littorio. L'ultimo lancio anteguerra nel 1939, avviene in una giornata molto ventosa tanto da farlo incendiare, simbolo di pessimo presagio. La costruzione riprenderà nel 1953, non più ad opera della Cartiera Cini, con la tradizionale foggia tricolore ancora utilizzata. La tradizione dice che se il Pallone supera il campanile sarà un anno fortunato per tutta la Montagna, altrimenti no. Durante il periodo di alimentazione continuata col fuoco vivo durante il volo, l'aerostato percorreva notevoli distanze difatti vi sono testimonianze di suoi ritrovamenti in Lazio, Veneto e Croazia.  Viste queste situazioni veniva allegata al pallone una lettera-cartolina. Una volta trovata e presentata all'azienda pubblica di soggiorno a San Marcello Pistoiese dai fortunati possessori, l'epistola era convertita loro in una vacanza di due giorni nel territorio comunale, completa di vitto e alloggio. Oggi invece il tragitto è assai più breve, quindi nel momento della posa a terra i ragazzi presenti nella piazza principale del borgo si dirigono verso il luogo di caduta del pallone, per entrare in possesso di una porzione dello stesso (a patto che si trovi in un sito accessibile). In alternativa a ciò l'aerostato viene recuperato dai Vigili del Fuoco per poi essere smaltito.

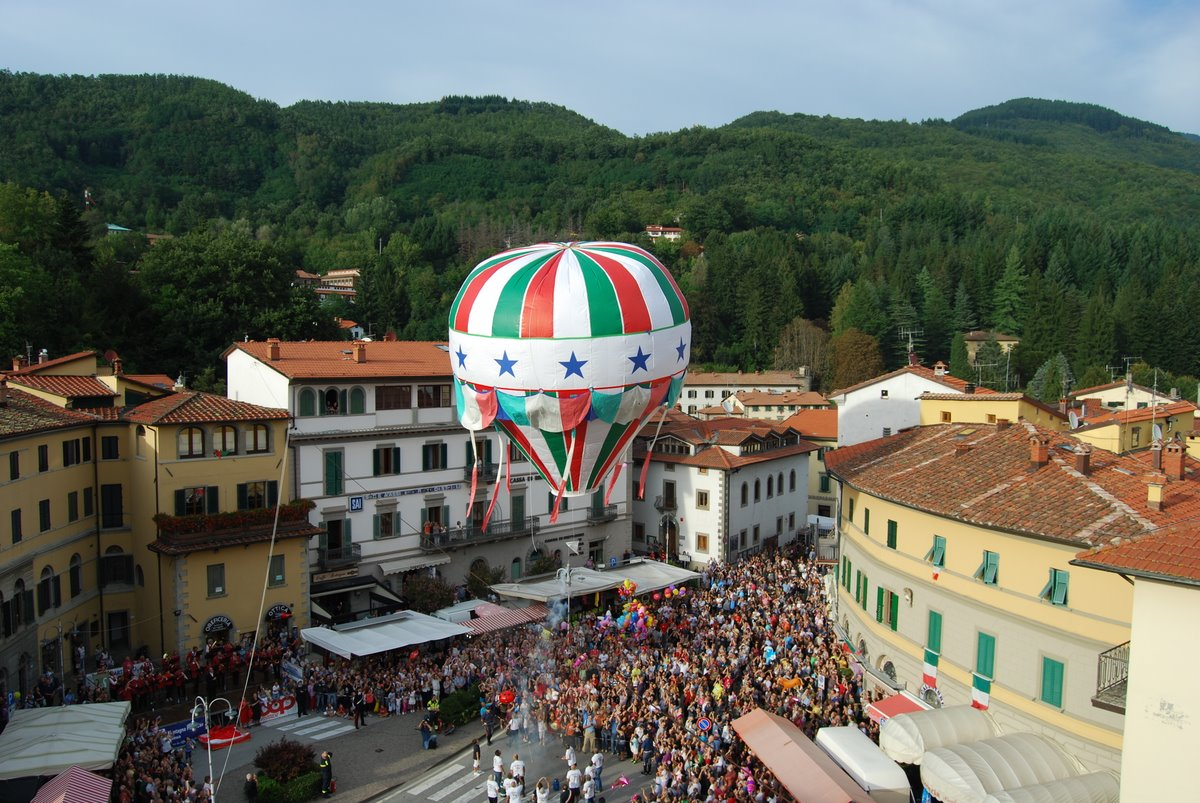
Lancio del Pallone di Santa Celestina (2011)

## Caratteristiche tecniche
Il Pallone è costituito da 24 spicchi di carta incollati nei colori bianco, rosso e verde con gale tricolori e azzurre, cinto di bianco guarnito di stelle blu a cinque punte (di anno in anno piene o centrate di bianco). È alto 15 metri con una circonferenza di 30 metri con un volume totale di 450 m³ e un peso di circa 100 kg.
Attualmente è alimentato soltanto da aria calda che viene soffiata nel Pallone prima del lancio. Nel corso della sua storia è stato alimentato prima da stoppacci imbevuti di petrolio e poi da combustibile solido (meta).